# Lapče Kang II
Lapče Kang II (také Lapche Kang II, Labuche Kang II, Lobuche Kang II nebo Choksiam II) je hora vysoká 7 072 m n. m. nacházející se v pohoří Himálaj v Tibetské autonomní oblasti Čínské lidové republiky. Vrchol Lapče Kang I (7 367 m) leží 2,88 km na východ a 6 952 m vysoká hora Colangma 3,75 km severozápadně.

## Prvovýstup
Prvovýstup provedli 30. dubna 1995 horolezci Christian Meillard, Thierry Bionda a André Müller ze švýcarské expedice. Výstupová cesta vedla nad 6300 m vysokým sedlem mezi Lapče Kang I a Lapče Kang II přes východní hřeben až k vrcholu. Další členové expedice vystoupili na vrchol o několik dní později - Simon Perritaz, André Geiser a Pierre Robert 2. května a Dominique Gouzi, Carole Milz, Heinz Hügli a Doris Lüscher 5. května.